# Żabotikaba
Żabotikaba (Plinia cauliflora) – gatunek rośliny z rodziny mirtowatych. Pochodzi z regionu Mata Atlântica, występuje głównie w stanach Minas Gerais, Goiás oraz São Paulo w Brazylii.

## Morfologia

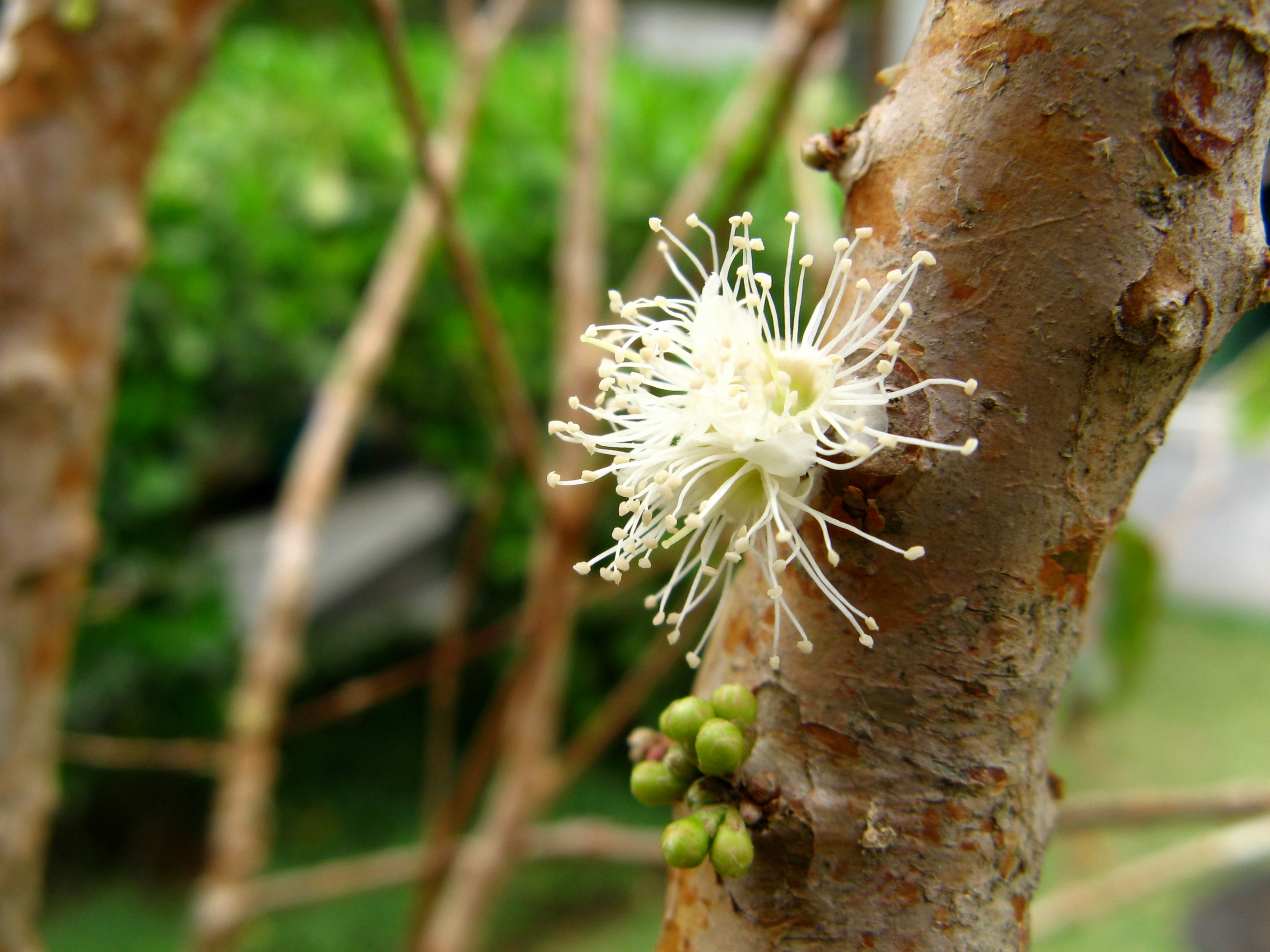
Kwiaty

PokrójWolno rosnący wiecznozielony krzew lub nisko i mocno rozgałęzione drzewo, osiągające do 15 m wysokości. Drzewo wyrastające z nasiona owocuje dopiero po 10–20 latach, ze szczepki po 5 latach.
LiścieNaprzeciwległe, lancetowate do eliptycznych, do 10 cm długości.
KwiatyBiało-żółte, rosnące bezpośrednio na pniu i konarach w gronach po cztery. W sprzyjających warunkach kwiaty i owoce pojawiają się kilka razy w roku.
OwoceOkrągłe, o średnicy 3–4 cm, rosnące bezpośrednio na pniu i gałęziach, nadając drzewu charakterystyczny wygląd. Skórka czarno-fioletowa, miąższ słodki, biały, przeźroczysty, podobny do winogron. Wewnątrz jedno do czterech nasion.

## Zastosowanie
- Smaczne owoce (międzynarodowa nazwa handlowa: jabuticaba) są bardzo popularne w Brazylii, spożywane zazwyczaj na surowo. Są jednak bardzo nietrwałe i z tego względu równie często przerabiane na dżemy, galaretki, soki, wina i inne napoje alkoholowe.